# UFC Fight Night: Edwards vs. Brady
UFC Fight Night: Edwards vs. Brady（ユーエフシー・ファイトナイト：エドワーズ・バーサス・ブレイディ、別名UFC Fight Night 255、UFC on ESPN+ 113）は、アメリカ合衆国の総合格闘技団体「UFC」の大会の一つ。2025年3月22日、イングランド・ロンドンのO2アリーナで開催された。

## 大会概要
本大会はレオン・エドワーズとショーン・ブレイディのウェルター級戦が組まれた。

## 試合結果

### プレリミナリーカード
第1試合 ライト級 5分3R
○  カウエ・フェルナンデス vs.  グラム・クタテラーゼ ×
3R終了 判定3-0（30-27、30-27、30-27）
第2試合 バンタム級 5分3R
○  ケイラン・ロクラン vs.  ネイサン・フレッチャー ×
3R終了 判定2-1（29-28、29-28、28-29）
第3試合 女子ストロー級 5分3R
○  ショーナ・バノン vs.  プジャ・トマル ×
2R 3:22 腕ひしぎ十字固め
第4試合 ミドル級 5分3R
○  クリスチャン・リロイ・ダンカン vs.  アンドレイ・プリャエフ ×
3R終了 判定3-0（30-27、30-27、30-26）
第5試合 ヘビー級 5分3R
○  マルチン・ティブラ vs.  ミック・パーキン ×
3R終了 判定3-0（29-28、29-28、29-28）
第6試合 フライ級 5分3R
○  ロニー・カヴァナ vs.  フェリペ・ドス・サントス ×
3R終了 判定3-0（29-28、29-28、29-28）
第7試合 ライト級 5分3R
○  クリス・パディーヤ vs.  ジャイ・ハーバート ×
3R終了 判定2-1（29-28、28-29、29-28）

### メインカード
第8試合 フェザー級 5分3R
○  ナサニエル・ウッド vs.  モルガン・シャリエール ×
3R終了 判定3-0（30-27、30-27、30-27）
第9試合 ライト級 5分3R
○  クリス・ダンカン vs.  ジョーダン・ブチェニク ×
2R 3:42 ギロチンチョーク
第10試合 女子ストロー級 5分3R
○  アレクシア・サイナラ vs.  モリー・マッキャン ×
1R 4:32 リアネイキドチョーク
第11試合 ウェルター級 5分3R
○  ケビン・ホランド vs.  グンナー・ネルソン ×
3R終了 判定3-0（29-28、29-28、29-28）
第12試合 ライトヘビー級 5分3R
○  カーロス・アルバーグ vs.  ヤン・ブラホヴィッチ ×
3R終了 判定3-0（29-28、29-28、29-28）
第13試合 ウェルター級 5分5R
○  ショーン・ブレイディ vs.  レオン・エドワーズ ×
4R 1:39 ギロチンチョーク

### 各賞
ファイト・オブ・ザ・ナイト：該当無し
パフォーマンス・オブ・ザ・ナイト：ショーン・ブレイディ、ケビン・ホランド、アレクシア・サイナラ、ショーナ・バノン
各選手にはボーナスとして5万ドルが授与された。

### カード変更
負傷などによるカードの変更は以下の通り。